# Otilio Montaño, Tamaulipas
Otilio Montaño är en ort i Mexiko.   Den ligger i kommunen Victoria och delstaten Tamaulipas, i den centrala delen av landet, 500 km norr om huvudstaden Mexico City. Otilio Montaño ligger 223 meter över havet och antalet invånare är 315.
Terrängen runt Otilio Montaño är platt. Runt Otilio Montaño är det ganska tätbefolkat, med 60 invånare per kvadratkilometer. Närmaste större samhälle är Guillermo Zúñiga, 7,0 km norr om Otilio Montaño. Omgivningarna runt Otilio Montaño är en mosaik av jordbruksmark och naturlig växtlighet.